# Baerendorf
Baerendorf är en kommun i departementet Bas-Rhin i regionen Grand Est (tidigare regionen Alsace) i nordöstra Frankrike. Kommunen ligger i kantonen Drulingen som tillhör arrondissementet Saverne. År 2022 hade Baerendorf 301 invånare.

## Befolkningsutveckling
Antalet invånare i kommunen Baerendorf
| Referens: INSEE |